# Groupe de Recherches Musicales
O Groupe de recherches musicales (GRM) é um centro de pesquisa na área do som e da música eletroacústica. Pierre Schaeffer fundou em 1951 o GRM, que dois anos mais tarde passou a integrar o Service de la recherche de la RTF. Em 1975, após o fim do ORTF, o GRM foi integrado ao INA.

## História
O grupo tem suas origens em 1951 quando foi fundado na Instituição de rádio francesas o Groupe de Recherche de Musique Concrète  dois anos depois de Pierre Schaeffer conhecer o percussionista e compositor Pierre Henry. O novo estúdio, que incluía um gravador, foi um desenvolvimento significativo para Schaeffer, uma vez que antes trabalhava com fonógrafos e gira-discos para produzir música. Schaeffer é geralmente reconhecido como sendo o primeiro compositor a fazer música utilizando fita magnética. Sua experimentação continuou o levou a publicar "À la Recherche d'une musique concrète" (em francês para "Em Busca de um Música Concreta") em 1952, que foi um somatório de seus métodos de trabalho até esse ponto. Sua única ópera, "Orphée 53" (Orpheus 53), estreou em 1953.
Então, Schaeffer deixou o GRMC em 1953 e reformulou o grupo em 1958 como "Groupe de Recherches Musicales" onde brevemente orientou o jovem Jean Michel Jarre, entre outros estudantes. Sua "etude" última (estudo) veio em 1959: o "Estudo dos Objetos" (Études aux Objets).
Em 1954, Schaeffer fundou a editora de música tradicional Ocora ("Office de Coopération Radiophonique") juntamente com o pianista, compositor e musicólogo Charles Duvelle, com uma cobertura em todo o mundo a fim de preservar os soundscapes da Africa rural. Ocora também serviu para formação de técnicos em serviços Africano nacionais de radiodifusão. Hoje, ainda é dirigida por Duvelle.
Em 1988, Schaeffer apareceu em um artigo do New York Times sobre o sismo de Espitaque de 1988. Schaeffer levou uma equipe de resgate 498 membros em Leninakan para ajudar a encontrar sobreviventes no rescaldo do terremoto.